# Campeonato Mundial de Corta-Mato de 1974
O 2º Campeonato Mundial de Corta-Mato foi realizado em 16 de março de 1974, em Monza, Itália. 

## Resultados

### Corrida Longa Masculina

#### Individual
| Medalha | Atleta        | País    | Tempo   |
| Ouro    | Erik De Beck  | Bélgica | 35:23.8 |
| Prata   | Mariano Haro  | Espanha | 35:24.6 |
| Bronze  | Karel Lismont | Bélgica | 35:26.6 |

#### Equipas
| Medalha | Selecção   | Marca   |
| Ouro    | Bélgica    | 103 pts |
| Prata   | Inglaterra | 109 pts |
| Bronze  | França     | 215 pts |

### Corrida Júnior Masculina

#### Individual
| Medalha | Atleta         | País           | Tempo |
| Ouro    | Rich Kimball   | Estados Unidos | 21:31 |
| Prata   | Venanzio Ortis | Itália         | 21:33 |
| Bronze  | John Treacy    | Irlanda        | 21:43 |

#### Equipas
| Medalha | Selecção       | Marca  |
| Ouro    | Estados Unidos | 22 pts |
| Prata   | Marrocos       | 58 pts |
| Bronze  | Itália         | 90 pts |

### Corrida Longa Feminina

#### Individual
| Medalha | Atleta      | País       | Tempo   |
| Ouro    | Paola Pigni | Itália     | 12:42.0 |
| Prata   | Nina Holmén | Finlândia  | 12:47.6 |
| Bronze  | Rita Ridley | Inglaterra | 12:54.0 |

#### Equipas
| Medalha | Selecção                                                                                        | Marca  |
| Ouro    | Inglaterra                                                                                      | 28 pts |
| Prata   | Itália                                                                                          | 50 pts |
| Bronze  | Finlândia · Nina Holmén (2ª) · Pirjo Vihonen (5ª) · Sinikka Tyynelä (16ª) · Irja Pettinen (38ª) | 61 pts |